# ZZ Top
ZZ Top [ˌziziˈtɑːp] ist eine US-amerikanische Rockband, die 1969 in Houston im US-Bundesstaat Texas gegründet wurde. ZZ Top hatten mit ihrer Mischung aus Texas Blues, Bluesrock, Boogie, Southern Rock und Hard Rock vor allem in den 1980er-Jahren großen Erfolg und füllten auf ausgedehnten Tourneen Konzerthallen und Stadien. Die Mitglieder der Band waren seit 1969 Billy Gibbons, Frank Beard und Dusty Hill bis zu dessen Tod im Jahr 2021. Seit Ende der 1970er-Jahre trugen Gibbons und Hill die zum Markenzeichen der Gruppe gewordenen langen Vollbärte, traten in langen Trenchcoats auf und trugen stark getönte Sonnenbrillen und Stetsons.

## Bandgeschichte

### Gründungsphase
Nach dem Ende von Gibbons’ Band The Moving Sidewalks beschloss er im Sommer 1969, eine neue Band zusammenzustellen, mit der er sich musikalisch wieder mehr in Richtung Blues und Rockmusik orientieren wollte. Billy Etheridge, der bereits mit Jimmie Vaughan gespielt hatte, bot sich als Bassist an. Weiterhin gehörten Keyboarder Lanier Greig und Schlagzeuger Dan Mitchell zur Urbesetzung der Band, die sich kurz darauf in ZZ Top umbenannte. Der Name ist laut Gibbons eine Hommage an seine musikalischen Vorbilder Z. Z. Hill und B. B. King. Allerdings nahm ihm die Kombination ZZ King zu sehr Bezug auf B. B. King, sodass er sich für ZZ Top entschied. Top (deutsch Spitze) sei eine Entsprechung zu King (deutsch König), weil ein König immer an der Spitze stehe. Wenig später verließ Greig ZZ Top wieder. Das verbliebene Powertrio unternahm seine ersten musikalischen Versuche auf einer Ranch in Texas und beschloss wenig später, die Vermarktung der Band in die Hände eines Managers zu legen. Die Wahl fiel auf Bill Ham, einen Freund von John Mayall. Kurz darauf nahm ZZ Top bei Doyles Jones Recording in Houston die erste Single Salt Lick/Miller’s Farm auf. Da der Plattenvertrag mit London Records noch nicht unterschrieben war, veröffentlichte Bill Ham die Single auf seinem Plattenlabel Scat Records. Die Single hatte bescheidenen Erfolg, erhielt Airplay in lokalen Radiostationen und verschaffte der Gruppe Auftritte in ganz Texas. Innerhalb kurzer Zeit wurde die Besetzung erneut verändert, für den Bassisten Etheridge kam Dusty Hill und für den Schlagzeuger Mitchell kam Frank Beard. Beide hatten bis dahin bei American Blues gespielt. In dieser Besetzung trat ZZ Top erstmals am 10. Februar 1970 in Beaumont auf. Im Sommer 1970 folgten die Aufnahmen zum Debütalbum ZZ Top’s First Album, das im Januar 1971 offiziell veröffentlicht wurde.

### Durchbruch in den Vereinigten Staaten
Größere Verkaufserfolge blieben zunächst aus, lediglich die Single-Auskopplung (Somebody Else Been) Shaking Your Tree mit der B-Seite Neighbor, Neighbor konnte sich in den lokalen Hitparaden von Musiksendern wie KAYC unter den Top Ten platzieren. In den folgenden Monaten war ZZ Top gemeinsam mit verschiedenen texanischen Musikern und Bands wie Doug Sahm und Sunny and the Sunliners auf Tournee und die Gruppe trat im Vorprogramm von Chuck Berry, Bo Diddley und Janis Joplin auf. Während der Tourneen schrieben ZZ Top die Lieder zum zweiten Album Rio Grande Mud und nahmen sie während der Tourpausen auf. Das Album erschien 1972 und brachte ZZ Top die erste Notierung in den Billboard 200 auf Platz 104 ein, die Single Francine erreichte Platz 69 der Billboard Hot 100. Aufgrund des Erfolges bestritt die Gruppe ihre ersten Tourneen als Headliner. Mit dem 1973er Album Tres Hombres festigten ZZ Top ihr Image als „texanische Aufschneider“ und landeten ihren ersten Hit La Grange. Im Anschluss an das Album tourte die Band mehrere Jahre fast ohne Pausen durch die USA, lediglich unterbrochen von den Studioaufnahmen der B-Seite des 1975er Albums Fandango!. Seinen Abschluss fand dieser Tourmarathon mit der 1975er Worldwide Texas Tour. Zu dieser Tournee ließ ZZ Top eine eigene Bühne entwickeln, die sich thematisch um den Bundesstaat Texas drehte. Die Band nahm zu den rund 100 Auftritten in den USA etwa 75 Tonnen Ton- und Lichttechnik mit, Höhepunkt der Show war die Präsentation von in Texas heimischen Tieren wie Büffeln, Stieren und Schlangen auf der Bühne. Mit der Tour setzten ZZ Top ungefähr 10 Millionen US-Dollar um. Außerhalb der USA brachte die Tour nicht den erhofften kommerziellen Erfolg. Bandbiograf Jürgen Seibold vermutet, dass dies nicht unwesentlich daran gelegen habe, dass die Tiere wegen der Quarantäne-Bestimmungen nicht mit in das Ausland gebracht werden konnten.
Gibbons bezeichnete die Jahre des fast ununterbrochenen Tourens als eine „mörderische und grauenvolle Erfahrung“ und nach Veröffentlichung des nächsten Albums Tejas Anfang 1977 nahmen die drei Musiker eine Auszeit. Frank Beard zog sich in die Karibik zurück, Dusty Hill nach Mexiko und Billy Gibbons nach Europa. Während dieser Zeit hielten die Musiker losen Kontakt über Telefon oder Telefax. Gibbons und Hill ließen sich die Vollbärte wachsen, die später zu ihrem Markenzeichen wurden. Die vollständige Abwesenheit vom Tourgeschehen und den Medien nährten Gerüchte, dass sich ZZ Top aufgelöst hätten. 1979 nahm die Warner Music Group ZZ Top unter Vertrag und veröffentlichte Degüello.

### Internationaler Durchbruch

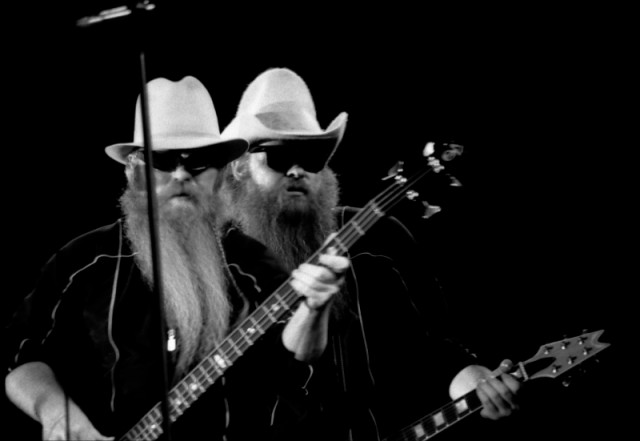
Dusty Hill und Billy Gibbons, 1983

Anfang 1980 ging ZZ Top nach rund drei Jahren Pause wieder auf Tournee. Als Initialzündung für den kommerziellen Durchbruch in Europa wird der Auftritt am 19. April 1980 in der Rockpalast Nacht des WDR angesehen. Die Sendung wurde im Rahmen der Eurovision von zahlreichen europäischen Sendern ausgestrahlt und es war das erste Mal, dass ZZ Top live im europäischen Fernsehen zu sehen war. Das 1981er Album El Loco konnte sich als erstes Album der Band in den deutschen Album-Charts platzieren. Es folgte im Oktober 1981 die erste Tournee durch Deutschland, im Mai 1982 wurde ein Auftritt in der Dortmunder Westfalenhalle mitgeschnitten und vom ZDF im Rahmen der Sendereihe Rockpop in Concert im Fernsehen ausgestrahlt.
Der endgültige internationale Durchbruch gelang mit dem 1983 erschienenen Album Eliminator. Die Band kombinierte auf diesem und einigen der folgenden Alben ihren Gitarrenblues mit modernen Synthesizern. Durch diese Annäherung an den Zeitgeschmack und durch vielbeachtete Videoclips im damals noch jungen Medium der Musiksender wie MTV erreichte das Album Verkaufszahlen von mehreren Millionen. Die erfolgreichsten Singles waren Gimme All Your Lovin’, Legs und Sharp Dressed Man. ZZ Top wurde endgültig zu einem internationalen Top-Act.
Das Jahr 1983 erwies sich als das bislang kommerziell erfolgreichste Jahr der Bandgeschichte. Die Tournee zum Album verzeichnete in den USA 56 Stationen mit rund 1,5 Millionen verkauften Tickets und vom Album wurden weltweit rund vier Millionen Exemplare verkauft. Insbesondere der sich ab 1984 einstellende kommerzielle Erfolg in Großbritannien freute die Musiker, denn englische Musiker wie die Rolling Stones oder Lemmy Kilmister von Motörhead gehörten zu den Haupteinflüssen der Band. Ebenfalls im Jahr 1984 bot die Firma Gillette Billy Gibbons und Dusty Hill eine Million US-Dollar je Person, wenn sie sich für eine Werbekampagne die Bärte abrasieren ließen. Die Musiker lehnten das Angebot ab. Mit dem 1985 erschienenen Album Afterburner erreichte ZZ Top den Höhepunkt der musikalischen Karriere. Allein in den USA wurden rund 3 Millionen Exemplare verkauft und das Album erreichte die Top Ten in zahlreichen Landeshitparaden. Die im Dezember 1985 begonnene Welttournee umfasste insgesamt 212 Auftritte, Höhepunkt der Auftritte in Europa waren vier ausverkaufte Shows im Londoner Wembley-Stadion im Herbst 1986. Ihren Abschluss fand die Tournee im März 1987 in Honolulu. Während der Tournee kam es zu Streitigkeiten zwischen dem Hauptsponsor Miller Brewing Company und der Vorgruppe The Black Crowes, weil sich die Band von den Regeln des Sponsorenvertrages in ihrer Unabhängigkeit eingeschränkt sah. Dies führte bereits wenige Wochen nach Beginn der Tournee zum Rauswurf der Vorband.
Nach der Tour folgte eine rund dreijährige Pause, während der die Band musikalisch kaum in Erscheinung trat. Ca. 1987 ging das Management der Band wegen einer Urheberrechtsverletzung juristisch gegen eine Darstellung im populären Adventurespiel Space Quest I von Sierra Entertainment vor, wo sie in einer Weltraumbar zu sehen waren. Um einem Rechtsstreit aus dem Weg zu gehen, entfernte Sierra die entsprechende Passage freiwillig, obwohl das Unternehmen der Meinung war, ZZ Top in keinem schlechten Licht darzustellen, was aber bei einer unautorisierten gewerblichen Nutzung von fremden Zeichen, Namen (ggf. Marken) und Identitäten keine Rolle spielt. Weitere Schlagzeilen machte ZZ Top, als die Musiker im Oktober 1987 bekanntgaben, dass sie drei Plätze für den ersten Passagierflug zum Mond gebucht hatten. 1988 spendete ZZ Top dem Delta Blues Museum in Clarksdale eine Million Dollar. Für weiteres Aufsehen sorgte die Beteiligung von ZZ Top am Film Zurück in die Zukunft III. Zunächst sollte die Band mit Doubleback einen Song zum Filmsoundtrack beisteuern und besuchte aus diesem Grund 1989 die Dreharbeiten. Diese Gelegenheit nutzte Regisseur Robert Zemeckis und drehte mit den drei Musikern eine Szene, in der sie auf dem Stadtfest auf traditionellen Instrumenten Doubleback spielten.

### Seit 1990

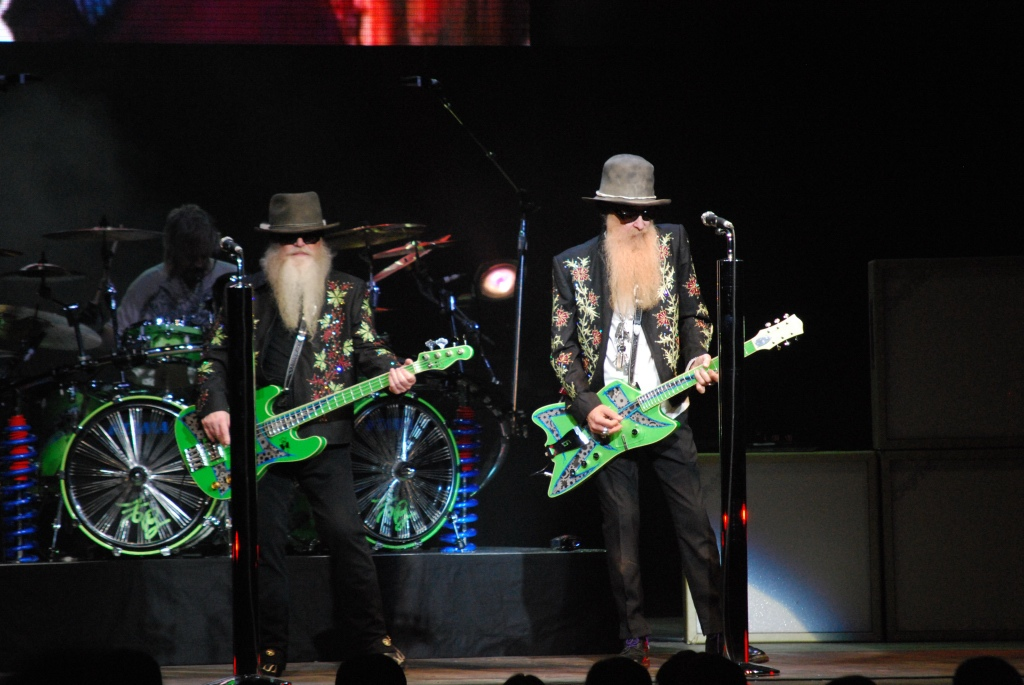
ZZ Top, 2010

Im Herbst 1990 erschien Recycler gefolgt von einer Tournee durch Nordamerika. Das Besondere an dem Album war, dass im Innenteil des CD-Booklets sechs Tipps aufgeführt waren, mit denen man den Planeten Erde retten könne. Zwar seien die Thesen nicht als bierernst zu verstehen, allerdings habe sich bei den Musikern ein Grundbewusstsein für den Naturschutz herausgebildet, das sie mit diesen Thesen zum Ausdruck bringen wollten. Das Jahr 1991 stand unter dem Eindruck der Ermordung der Ehefrau des Bandmanagers Bill Ham. Im Jahr 1992 lief nach Erscheinen des Best-of-Albums Greatest Hits der Plattenvertrag mit Warner aus. ZZ Top erlangte einen neuen Vertrag bei RCA Records, der mit insgesamt rund 55 Millionen US-Dollar dotiert war. Das nächste Album Antenna sollte ursprünglich bereits Anfang 1993 erscheinen, wurde jedoch erst im Januar 1994 veröffentlicht. Mitte der 1990er Jahre war ZZ Top mit zwei Titeln im Soundtrack des Spielfilms From Dusk Till Dawn vertreten. Nach der obligatorischen Tournee erschien bereits 1996 das Nachfolgealbum Rhythmeen. Das Besondere an diesem Album war, dass ZZ Top vollständig auf Nachbearbeitungen wie Overdubs verzichtete, das meiste Material wurde Live im Studio eingespielt. 1999 veröffentlichte ZZ Top XXX, gefolgt von einer ausgedehnten Welttournee, welche die Band bis nach Australien und Neuseeland führte. Nach Ende der Tour begab sich die Band erneut ins Studio, um Mescalero aufzunehmen, das schließlich 2003 veröffentlicht wurde. Ebenfalls 2003 nahm ZZ Top an der Fernsehshow Crossroads teil, bei der Country-Musiker auf Künstler anderer Genres trafen, Partner von ZZ Top war Brooks & Dunn. Im Jahre 2004 wurde die Band in die Rock and Roll Hall of Fame aufgenommen. Anlässlich der Billboard Music Awards 2006 spielte Billy Gibbons gemeinsam mit Nickelback und Kid Rock das Lied Tush vom 1975er Album Fandango!. Nach langer Pause erschien Ende 2012 das nächste Studioalbum La Futura. Im Sommer 2019 tourte ZZ-Top durch Europa und spielte dabei acht Konzerte in Deutschland. Im Jahre 2019 entstand ein britisch-kanadisch-amerikanischer Dokumentarfilm mit dem Titel That Little Ol'Band From Texas. Die Band nahm während der Dreharbeiten neue Versionen ihrer alten Hits auf. Diese erschienen im Juli 2022 auf dem Album Raw.

### Nach Dusty Hill

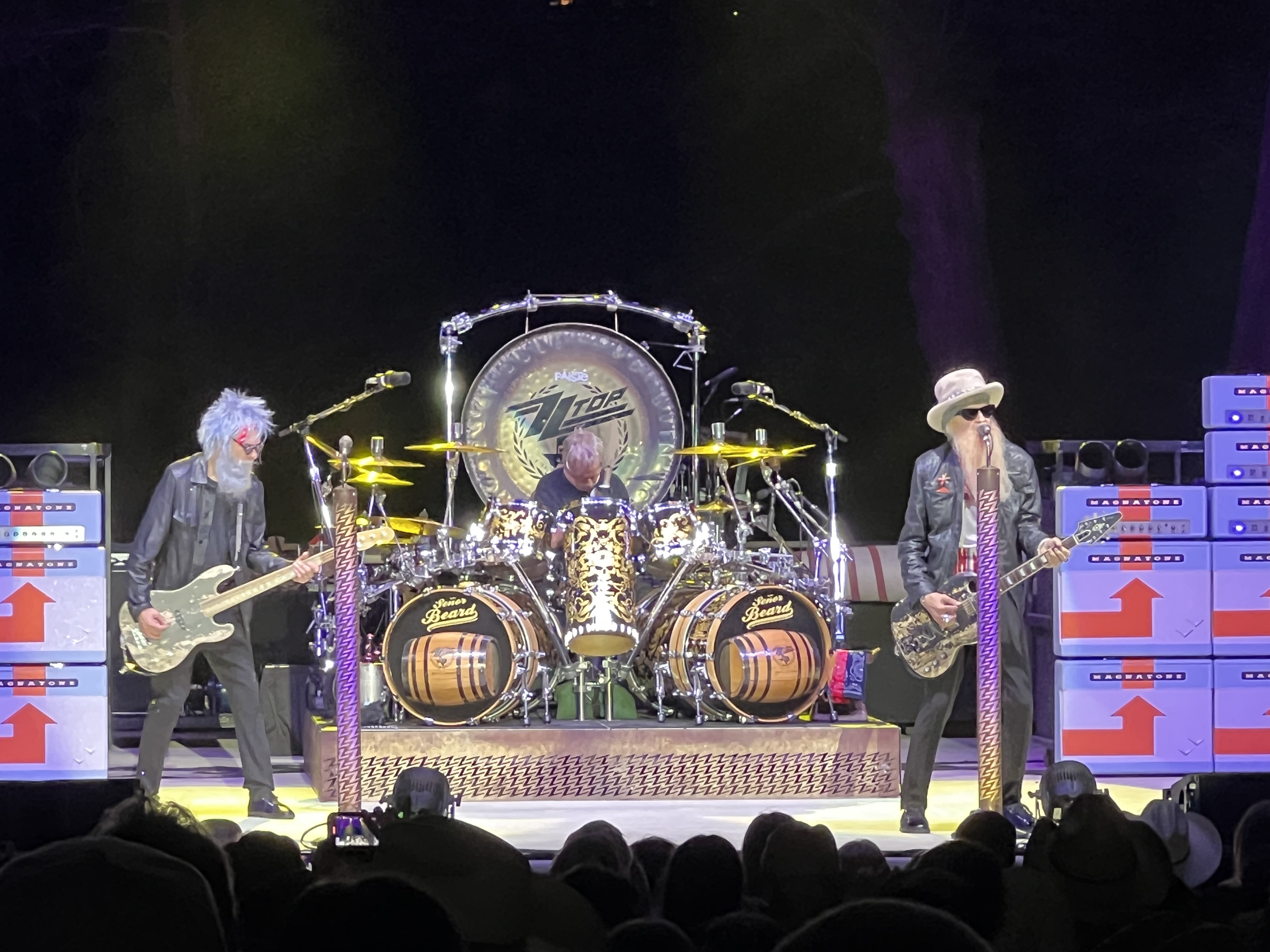
ZZ Top, 2023

Während ihrer US-Tour 2021 gab die Band bekannt, dass Dusty Hill aus gesundheitlichen Gründen die Tour unterbrechen müsse. Er werde sich wegen eines Hüftproblems nach Texas begeben, und man erwarte, dass er umgehend wieder genesen werde. Statt die Konzerte abzusagen, wurde „auf Dustys Wunsch“ der langjährige Gitarren-Techniker der Band, Elwood Francis, als Livebassist verpflichtet, der Hill vorübergehend ersetzen sollte.
Am 28. Juli 2021 gab die Band den Tod ihres langjährigen Kollegen und Freundes bekannt. Dusty Hill wurde 72 Jahre alt, 52 Jahre davon war er Bestandteil der Band. Kurz nach dem Tod Hills gab Billy Gibbons bekannt, dass die Band auf Hills Wunsch hin mit Francis weitermachen werde.
Im Dezember 2021 verkauften ZZ Top die Rechte am kompletten Musikkatalog an das Rechtemanagement der Bertelsmann Music Group und die Beteiligungsgesellschaft Kohlberg Kravis Roberts & Co (KKR). Der Kaufpreis betrug 50 Mio. $ (US). BMG trat bereits in der Vergangenheit als Co-Publisher und Verwalter des Musikkatalogs in Erscheinung.

## Sonstiges

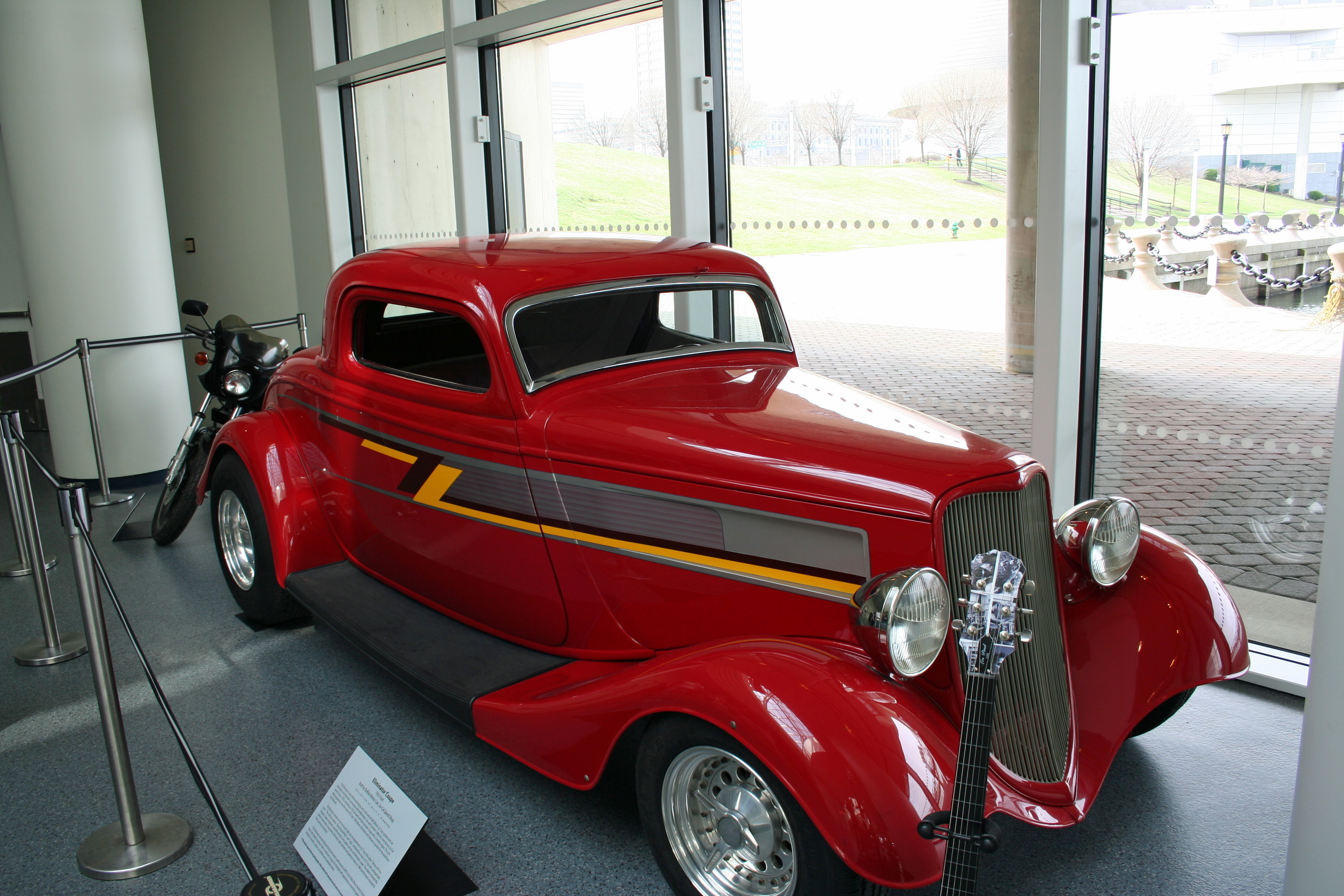
Ford Coupé Eliminator

### Die Oldtimer
Bereits seit den 1970er Jahren sind Autos neben der zur Schau gestellten Vorliebe für attraktive Frauen der zweite wesentliche Bestandteil des Band-Images. Das erste Fahrzeug war ein Ford Coupé, Baujahr 1933, das ZZ Top ab Mitte der 1970er Jahre restaurieren und zu einem Hot Rod umbauen ließ. Als Eliminator Coupe zierte das Fahrzeug das Cover von Eliminator. Das zweite Fahrzeug, das für Aufsehen sorgte, war die Leapin' Limo, die erstmals im Musikvideo zu Velcro Fly zu sehen war. Es handelte sich um einen Pontiac Streamliner „Silver Streak“ aus dem Jahr 1948, die von einer kalifornischen Tuning-Firma um 40 Zoll (rund ein Meter) gestreckt wurde.
Auch privat bevorzugen die Musiker leistungsstarke Fahrzeuge, Frank Beard ging ab etwa Mitte der 1980er Jahre in verschiedenen Rennen der IMSA an den Start. Dusty Hill besaß eine Autosammlung, zu der u. a. auch der 33er Ford Three Windows (Eliminator) gehört.

### Film und Fernsehen
Neben ihrem Cameo-Auftritt in Zurück in die Zukunft III hatte die Band Kurzauftritte in verschiedenen Fernsehproduktionen. So spielt Billy Gibbons zwischen 2005 und 2011 den Vater der Angela Montenegro in der US-Fernsehserie Bones. Weiterhin hatte ZZ Top in der Fernsehserie Two and a Half Men einen Cameo-Auftritt. In Staffel 7, Episode 21 (Die Standuhr) erschienen sie zweimal dem unter Drogen stehenden Charlie Harper in seinem Strandhaus.

### Wrestling
Lieder von ZZ Top wurden in Wrestling-Shows verwendet. So coverte Kid Rock im Jahr 2002 das Lied Legs für den WWF-Sampler WWF Forceable Entry. Der Wrestler Jimmy Valiant ließ sich bei seinem Outfit von ZZ Top inspirieren und erschien zu Kämpfen als Boogie Woogie Man mit einem Vollbart wie Hill und Gibbons.

## Diskografie
Studioalben

| Jahr | Titel Musiklabel                                 | Höchstplatzierung, Gesamtwochen, AuszeichnungChartplatzierungen (Jahr, Titel, Musiklabel, Platzierungen, Wochen, Auszeichnungen, Anmerkungen) | Höchstplatzierung, Gesamtwochen, AuszeichnungChartplatzierungen (Jahr, Titel, Musiklabel, Platzierungen, Wochen, Auszeichnungen, Anmerkungen) | Höchstplatzierung, Gesamtwochen, AuszeichnungChartplatzierungen (Jahr, Titel, Musiklabel, Platzierungen, Wochen, Auszeichnungen, Anmerkungen) | Höchstplatzierung, Gesamtwochen, AuszeichnungChartplatzierungen (Jahr, Titel, Musiklabel, Platzierungen, Wochen, Auszeichnungen, Anmerkungen) | Höchstplatzierung, Gesamtwochen, AuszeichnungChartplatzierungen (Jahr, Titel, Musiklabel, Platzierungen, Wochen, Auszeichnungen, Anmerkungen) | Anmerkungen                                                  |
| Jahr | Titel Musiklabel                                 | DE | AT | CH | UK | US | Anmerkungen                                                  |
| ---- | ------------------------------------------------ | --- | --- | --- | --- | --- | ------------------------------------------------------------ |
| 1971 | ZZ Top’s First Album London Records              | — | — | — | — | — | Erstveröffentlichung: 16. Januar 1971                        |
| 1972 | Rio Grande Mud London Records                    | — | — | — | — | US104 (10 Wo.)US | Erstveröffentlichung: 4. April 1972                          |
| 1973 | Tres Hombres London Records                      | — | — | — | — | US8 Gold · (81 Wo.)US | Erstveröffentlichung: 26. Juli 1973 Verkäufe: + 550.000      |
| 1975 | Fandango! London Records                         | — | — | — | UK60 (1 Wo.)UK | US10 Gold · (47 Wo.)US | Erstveröffentlichung: 18. April 1975 Verkäufe: + 1.000.000   |
| 1976 | Tejas London Records                             | — | — | — | — | US17 Gold · (24 Wo.)US | Erstveröffentlichung: 29. November 1976 Verkäufe: + 500.000  |
| 1979 | Degüello Warner Bros. Records                    | DE— GoldDE | AT19 (2 Wo.)AT | — | — | US24 Platin · (39 Wo.)US | Erstveröffentlichung: 27. August 1979 Verkäufe: + 1.350.000  |
| 1981 | El Loco Warner Bros. Records                     | DE52 (2 Wo.)DE | — | — | UK88 (2 Wo.)UK | US17 Gold · (22 Wo.)US | Erstveröffentlichung: 20. Juli 1981 Verkäufe: + 550.000      |
| 1983 | Eliminator Warner Bros. Records                  | DE25 ×3Dreifachgold · (44 Wo.)DE | AT— GoldAT | CH11 Platin · (20 Wo.)CH | UK3 ×4Vierfachplatin · (139 Wo.)UK | US9 Diamant · (185 Wo.)US | Erstveröffentlichung: 23. März 1983 Verkäufe: + 14.261.121   |
| 1985 | Afterburner Warner Bros. Records                 | DE3 ×3Dreifachgold · (37 Wo.)DE | AT18 (6 Wo.)AT | CH2 Platin · (18 Wo.)CH | UK2 Platin · (40 Wo.)UK | US4 ×5Fünffachplatin · (70 Wo.)US | Erstveröffentlichung: 28. Oktober 1985 Verkäufe: + 7.107.795 |
| 1990 | Recycler Warner Bros. Records                    | DE4 Platin · (44 Wo.)DE | AT15 (8 Wo.)AT | CH1 Platin · (26 Wo.)CH | UK8 Silber · (7 Wo.)UK | US6 Platin · (37 Wo.)US | Erstveröffentlichung: 23. März 1990 Verkäufe: + 2.085.520    |
| 1994 | Antenna RCA Records                              | DE3 Gold · (22 Wo.)DE | AT2 Gold · (16 Wo.)AT | CH3 Gold · (18 Wo.)CH | UK3 (6 Wo.)UK | US14 Platin · (23 Wo.)US | Erstveröffentlichung: 18. Januar 1994 Verkäufe: + 2.057.500  |
| 1996 | Rhythmeen RCA Records                            | DE9 (11 Wo.)DE | AT31 (7 Wo.)AT | CH8 (8 Wo.)CH | UK32 (2 Wo.)UK | US29 (11 Wo.)US | Erstveröffentlichung: 4. September 1996 Verkäufe: + 310.000  |
| 1999 | XXX RCA Records                                  | DE11 (8 Wo.)DE | — | CH23 (5 Wo.)CH | — | US100 (4 Wo.)US | Erstveröffentlichung: 28. September 1999 Verkäufe: + 140.000 |
| 2003 | Mescalero RCA Records                            | DE9 (6 Wo.)DE | AT33 (3 Wo.)AT | CH22 (5 Wo.)CH | — | US57 (3 Wo.)US | Erstveröffentlichung: 8. September 2003 Verkäufe: + 103.000  |
| 2012 | La Futura American Recordings • Republic Records | DE5 Gold · (13 Wo.)DE | AT7 (9 Wo.)AT | CH4 (11 Wo.)CH | UK29 (3 Wo.)UK | US6 (8 Wo.)US | Erstveröffentlichung: 10. September 2012 Verkäufe: + 142.000 |

grau schraffiert: keine Chartdaten aus diesem Jahr verfügbar

## Film
- ZZ Top: That Little Ol' Band from Texas. Dokumentarfilm. Regie: Sam Dunn, Großbritannien/Kanada/USA, 2019.[27]